# Поллини, Чиро
Чи́ро Полли́ни (итал. Ciro Pollini; 1782—1833) — итальянский ботаник и врач.

## Биография
Чиро Поллини родился 27 января 1782 года в Аланье-Ломеллине в Ломбардии (ныне — Аланья). Учился на медицинском факультете Университета Павии, в 1802 году стал доктором хиропрактики. Через год Поллини был назначен доктором медицины и философии. В 1805 году он стал профессором ботаники в Брерском лицее в Милане. В 1807 году Чиро стал преподавать ботанику в Веронском лицее. В 1815 году Поллини перестал преподавать и начал работать врачом. Также он изучал химию и геологию, стал известным не только в Италии, но и за границей. Несколько лет он работал в редакции журнала Biblioteca Italiana. Поллини скончался 1 февраля 1833 года в Вероне.
Одна из важнейших книг Чиро Поллини — трёхтомная работа Flora veronensis (1822—1824), каждый том которой содержал более 500 страниц.
Основной гербарий Поллини хранится в Музее естествознания в Вероне (VER). Его письма находятся в Женевском ботаническом саду (G).

## Некоторые научные работы
- Pollini, C. (1810—1811). Elementi di botanica. 2 vols.
- Pollini, C. (1815). Saggio di osservazioni alberi. 160 p.
- Pollini, C. (1816). Viaggio al Lago di Garda. 152 p.
- Pollini, C. (1822—1824). Flora veronensis. 3 vols.

## Роды, названные в честь Ч. Поллини
- Pollinia Spreng., 1815, nom. rej. [syn.  Chrysopogon Trin., 1820, nom. cons.]
- Pollinia Trin., 1833, nom. illeg. [syn.  Microstegium Nees, 1836]